# 贵李村
贵李村 ，中华人民共和国山东省东营市利津县北宋镇所辖行政村。位于利津县南部。全村人口74户，277人(2010年底)。耕地面积468.5亩。行政区划代码370522101234。